# Bertus Aafjes
Bertus Aafjes [bertus afjes] (tudi Lambertus Jacobus Johaffiles; psevdonimi: Jon Oranje, Sick Sack, Quiguibio Geboren, nizozemski pisatelj in pesnik, * 12. maj 1914, Amsterdam, † 22. april 1993, Swolgen.
Pisal je liriko, povesti, romane , potopise. 

## Dela
- Slepi harfist (izvirni naslov De blinde harpenaar, 1955)
- Ladijski dnevnik »Norega torka« (izvirni naslov Logboek voor »Dolle Dinsdag«, 1956)